# Lumea pierdută (roman de Michael Crichton)
Lumea Pierdută (cu titlul original The Lost World) este un roman techno-thriller scris de Michael Crichton și publicat în 1995 de Alfred A. Knopf, continuarea romanului Jurassic Park. Romanul a apărut și în limba română, la editura Fahrenheit, în 1997, în traducerea lui Mihai Samoilă.
Ca și în romanul cu același nume al lui Arthur Conan Doyle, este vorba despre o expediție către o regiune îndepărtată din America Centrală infestată cu dinozauri, însă de această dată existența lor nu se datorează supraviețuirii din epoci îndepărtate, ci ingineriei genetice.

## Sumar
La șase ani după dezastrul din Jurassic Park, matematicianul excentric Ian Malcolm (ni se spune încă de la început că la sfârșitul primei cărți fusese atât de aproape de moarte încât fusese declarat mort de câteva ori) și Richard Levine, un paleontolog genial, bogat și răsfățat află de existența unei misterioase Zone B aparținând companiei InGen. Zonae B, o insulă numită Sorna, conținea "fabrica" secretă ce alimenta Jurassic Park, locul în care ouăle de dinozaur erau incubate și unde erau crescuți puii, înainte să fie trimiși pe insula Nublar din Jurassic Park. Levine dispare în chip misterios, iar Malcolm se teme că acesta descoperise locația Zonei B și, plecând grăbit, uită să-l anunțe pe Malcolm. Doc Thorne, cel care crea vehiculele speciale de teren și angajatul său Eddie Carr, cel ce furniza lui Levine o mare parte din echipamente, deduc poziția geografică a Zonei B, cu ajutorul lui Malcolm și a doi elevi de școală care îl asistau pe Levine, și anume Kelly Curtis și prietenul său, un geniu în calculatoare, R.B. "Arby" Benton. Ei organizează o operațiune de salvare și iau cu ei două vehicule puternic modificate pentru scopuri științifice, precum și un Ford Explorer cu alimentare solară, o motocicletă și o platformă de observație. Arby și Kelly se ascund în bagaje, dorind și ei să participe la salvarea lui Levine. 
În același timp, Lewis Dodgson, un genetician de la Biosyn — compania rivală lui InGen — și cei doi colegi ai lui, Howard King și George Baselton, se îndreaptă spre insula Sorna, sperând să poată fura ouă de dinozaur pentru propria companie (trebuie menționat că, în primul roman, Dodgson a încercat, ajutat de Dennis Nedry, să fure embrioni de dinozaur din InGen). Sarah Harding, o naturalistă care avusese o relație cu Malcolm, îi însoțește în călătoria spre insulă. Dodgson o aruncă pe Sarah peste bord, crezând că se va îneca, și își continuă planurile. Lewis Dodgson, Howard King și George Baselton pornesc să fure ouă. Odată ajunși la cuibul de tiranozaur, King și Baselton ezită. Dodgson îi obligă să meargă mai departe. Dodgson folosește o cutie neagră ce emite un sunet de înaltă frecvență pentru a alunga cei doi dinozauri adulți. King calcă din greșeală piciorul unui pui de T-Rex și îl rupe. Baselton e prea speriat să intre în cuib și să ia un ou, așa că Dodgson încearcă să ia unul în timp ce ține și cutia în mâini. Firul care leagă cutia de baterie se rupe și sunetul încetează. Baselton încearcă să rămână nemișcat, crezând că tiranozaurii nu-l vor observa. Presupunerea lui nu se adeverește, din păcateș dinozaurii îl mănâncă. Dodgson și King aleargă spre mașină, dar unul dintre tiranozauri o împinge de pe deal. Dodgson cade din mașină, dar supraviețuiește. King este ucis ceva mai târziu de velociraptori, în timp ce încearcă să traverseze insula ca să ajungă la barcă.
Găsind puiul cu piciorul rupt, Eddie îl aduce în tabără unde Malcolm și Sarah îl îngrijesc. Absența puiului este remarcată de părinții săi care se iau după miros, ajungând la trailer. Tiranozaurii împing mașina în care se află Malcolm și Sarah în prăpastie. Ambii sunt salvați de Thorne, dar Malcom este rănit la picior și sfârșește prin a petrece restul povestirii imobilizat și drogat cu morfină (ca și în romanul anterior). În acest timp, grupul de la platforma mobilă este atacat de velociraptori. Eddie este ucis, Arby reușește să se încuie într-o cușcă, dar este răpit de raptori și dus la cuib. Thorne și Levine îl salvează pe Arby, iar supraviețuitorii se refugiază într-o benzinărie abandonată. Acolo dau peste doi carnotauri, dar reușesc să-i sperie cu lanternele.
După răsăritul soarelui, Sarah încearcă să recupereze Explorer-ul. După ce se ascunde sub mașină de un grup de pachycephalosauri agresivi, îl întâlnește pe Dodgson, care căuta și el mașina. Sarah îl împinge pe Dodgson din mașină, ca răzbunare pentru tentativa lui de a o ucide. Dodgson este dus de un tiranozaur la cuib, unde i se rupe un picior și este lăsat ca hrană pentru pui. După ce Sarah ratează întâlnirea cu elicopterul, Kelly găsește o clădire abandonată care conține o șalupă în stare de funcționare. Scăpând ca prin urechile acului de un grup de velociraptori, suraviețuitorii reușesc să ajungă la șalupă și părăsesc insula. În timp ce se află pe vas, Malcolm și Harding îi spun lui Levine, care fusese mușcat de unul dintre animale, că unele carnivore sunt infectate cu prioni, din pricină că InGen luase decizia de a le hrăni cu oi contaminate, iar toate animalele mușcate aveau să fie și ele infectate până la urmă. Aceasta înseamă că dinozaurii de pe insulă sunt sortiți să moară infectați. Levine intră în panică la gândul că este infectat el însuși cu prioni, dar Malcolm îi spune că prionii nu sunt primejdioși pentru om. Acestea fiind spuse, Thorne hotărăște ca întregul grup să se întoarcă acasă. 
Ca și în primul roman, încercările cele mai grele la care sunt supuse personajele sunt atacurile dinozaurilor carnivori. Pe parcursul romanului, Malcolm și Levine discută despre diverse teorii ale evoluției și extincției, ca și despre natura științei moderne și a umanității. O temă deosebit de puternică este conceptul de comportament social căpătat prin experiență la animale (de exemplu, velociraptorii lui Crichton, fiind lipsiți de experiența naturală a haitei, manifestă în propriul grup tendințe violente, antisociale). Romanul discută și rolul prionilor în bolile cerebrale, care a stat la baza bolii vacii nebune.

## Adaptare cinematografică
The Lost World: Jurassic Park este filmul realizat în 1997 după romanul Lumea pierdută și reprezintă continuarea filmului Jurassic Park. Ambele filme au fost regizate de Steven Spielberg. După succesul primului film, fanii și criticii l-au împins pe Michael Crichton să scrie o continuare. Pentru că nu mai făcuse asta niciodată, Crichton a refuzat la început, dar a fost convins de Spielberg. De îndată ce romanul a fost publicat, filmul a intrat în etapa de pre-producție, cu termen final la jumătatea nului 1997. Filmul a fost un succes comercial. Critica a fost amestecată, la fel ca și în cazul filmului anterior.

## Diferențe între film și roman
Adaptarea cinematografică din 1997 diferă semnificativ de roman; de exemplu, la sfârșitul filmului, un Tyrannosaurus Rex atacă orașul San Diego. 
- În film, Ian îl vizitează pe Hammond, care dezvăluie poziția Zonei B și care apare și la sfârșitul filmului. Hammond a murit și primul roman, dar a supraviețuit în varianta cinematografică.
- În carte, Ian Malcolm încă mai suferă din pricina rănilor căpătate în primul roman și film, deși în filmul Lumea pierdută, nu arată decât un ușor șchiopătat după ce scapă din cuibul raptorilor.
- În carte, Malcolm vine pe insula Sorna pentru a-l salva pe Richard Levine, dar rămâne ca să studieze dispariția dinozaurilor. În film, însă, Malcolm pleacă să o salveze pe Sarah Harding și dorește să părăsească insula cât mai curând.
- În film, Ian Malcolm publică o carte despre incidentul din insula Nublar (la care face referire Alan Grant și Eric Kirby în Jurassic Park 3), dar povestea nu este crezută, iar reputația lui este distrusă. În roman, Malcolm începe să țină prelegeri despre dispariția dinozaurilor, ceea ce îi îmbunătățește reputația.
- În film, Sarah și Ian sunt implicați într-o relație intimă. În roman se spune că relația lor se încheiase odată cu expediția lui Sarah în Africa.
- Personjele Richard Levine, Jack Thorne, Lewis Dodgson, Howard King, George Baselton, Arby Benton și Martin Guitierrez nu apar în film. Principalul personaj antagonist al romanului, Dodgson, este ]nlocuit ]n film de Peter Ludlow; atotștiutorul Baselton este înlocuit de Robert Burke; iar gorila King este înlocuit de Dieter Stark.
- "Marele Vânător Alb" întruchipat de Roland Tembo în film nu are nici un corespondent în carte.
- În roman, cinci persoane ajung pe insulă cu un elicopter, aducând cu ei un trailer și un Ford Explorer: Malcolm, Thorne, Eddie, Kelly și Arby. Sarah ajunge înot pe insulă după ce fusese aruncată peste bord de către Dodgson, care el însuși ajunge împreună cu King și Baselton, echipați cu un Jeep Wrangler modificat. În film, Malcolm, Eddie, Nick Van Owen și Kelly sosesc cu vaporul, cu un trailer și două automobile Mercedes M-Class, încercând să o găsească și să o salveze pe Sarah. A doua echipă este formată din Tembo, Ajay Sidhu, Ludlow, Burke, Stark, Carter și un personal destul de numeros al companiei InGen team, sosind cu un elicopter și multe vehicule de tip militar.
- În roman, Dodgson încearcă să fure ouă de dinozaur, pentru a folosi puii în experiențele companiei Biosyn. El este însoțit de numai două persoane, Howard King și George Baselton. În film, Peter Ludlow încearcă să captureze niște dinozauri, cu intenția de a-i duce la San Diego pentru a crea un nou Jurassic Park pentru InGen. El aduce o echipă foarte mare în care se află și Tembo, Ajay Sidhu, Burke, Stark și Carter.
- În roman, Kelly este o elevă de școală, de rasă albă, care devine asistenta lui Levine împreună cu prietenul și colegul ei, Arby, de rasă neagră. În film, ea este fiica de rasă neagră a lui Ian Malcolm dintr-o căsătorie anterioară, iar caracterul ei este amestecat cu acela al lui Arby. Malcolm nu are copii în niciunul dintre romanele lui Crichton.
- Versiunea cinematografică a lui Sarah Harding este un amestec al personajului ei din carte și cel al lui Richard Levine, personaj care nu apare în film.
- În roman, Eddie Carr este mult mai tânăr decât în film, unde îl întruchipează de fapt pe Dr. Jack Thorne și doar primește numele Eddie. În același fel, personajul Nick Van Owen din film este versiunea scrisă a lui Eddie.
- În roman, InGen dăduse faliment și nu are un rol important. Compania rivală BioSyn este cea care încearcă să exploateze insula. În film apare un grup InGen dizident, care se desprinsese de viziunea lui Hammond.
- Romanul nu descrie nici un Tyrannosaur adult în San Diego, spre deosebire de film. Datorită haosului creat de dinozaur în oraș, secretul existenței insulei Sorna este făcut public, provocând evenimentele din Jurassic Park 3.
- Peter Ludlow nu moare în același fel în care moare Dodgson în roman. Deși este ucis tot de un pui de Tyrannosaur și piciorul îi este rupt tot de un Tyrannosaur adult, el nu este nici împins între fălcile dinozaurului de către Sarah, nici nu este ucis în cuib. Sfârșitul lui se petrece în cala navei în timp ce îi urmărește pe Malcolm și Sarah, care încearcă să captureze dinozaurul scăpat. El urmărește sunetele scoase de puiul de dinozaur și nu observă adultul care se apropie din spate.
- John Hammond, Tim Murphy și Lex Murphy au roluri în film, dar abia de sunt menționați în carte.
- Romanul menționează că Jurassic Park a fost distrus, odată cu toți dinozaurii, de armata din Costa Rica, deși în film rezervația este distrusă de un uragan. Acest lucru explică motto-ul filmului "Ceva a supraviețuit."
- În roman, Eddie este ucis de un grup de velociraptori. În film, el moare mai devreme, devorat de doi tiranozauri în timp ce încearcă să-i salveze pe Ian, Sarah și Nick.
- Romanul are multe scene cu velociraptori; singura parte a filmului în care sunt arătați velociraptori este o scenă în care supraviețuitorii încearcă să ajungă la stație trecând printr-un cuib de velociraptori. Numai grupul lui Malcolm supraviețuiește.
- Velociraptorii din roman sunt feroci, gata să se sfâșie între ei. Raptorii din film sunt prădători de haită ca și în primul film, deși Sarah reușește să ațâțe doi raptori unul împotriva celuilalt ca să scape de ei.
- Scenele din film în care se arată dinozaurii "compy" nu există în carte și sunt adaptări ale scenelor din primul roman Jurassic Park. Secvența de dinaintea genericului este o preluare după prologul din romanul Jurassic Park. Moartea lui Dieter Stark este aproape identică celei a lui John Hammond din romanul original.
- În film nu se face referință la bolile virale. La sfârșitul romanului, toți dinozaurii sunt sortiți pieirii datorită infecției cu prioni (proveniți din dieta de carne tocată de miel cu care erau hrăniți). În film, Hammond transformă insula într-o rezervație pentru ca dinozaurii să poată trăi fără ca oamenii să se amestece.
- În roman, dinozaurii compy nu ucid pe nimeni, dar în film ei atacă o tânără de origine britanică. Această scenă a fost folosită în primul roman, dar cea atacată era de origine o americană și a supraviețuit atacului.
- În film, tabăra principală se află pe o culme cu vedere spre oceanul Pacific. În roman, culmea se află deasupra unor stânci.
- În carte există carnotauri care ies doar noaptea și se pot camufla precum cameleonii. Nu există în film.

## Vezi și
- 1995 în științifico-fantastic